# Leonardo Luigi Banzi

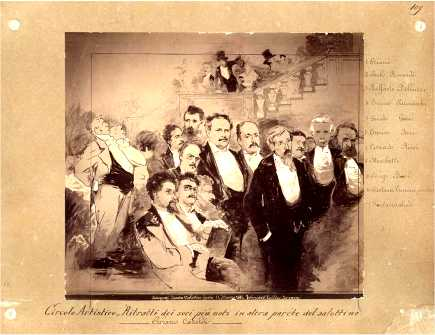
Luigi Banzi - Circolo dei soci in Palazzo Cataldi (terzo da destra)

Leonardo Luigi Banzi (Bologna, 19 settembre 1845 – Bologna, 11 marzo 1914) è stato un pittore, ceramista e ornatista italiano attivo nella seconda metà del 1800 e nel primo decennio del 1900.

## Biografia
Leonardo Luigi Banzi nacque a Bologna il 19 settembre 1845; era figlio di Ugo e di Rosa Ognibene

### Attività come ceramista
Dopo avere lavorato come decoratore nella fabbrica di ceramiche Farina di Faenza, dal 1872 al 1877 circa, apre sempre a Faenza una propria manifattura di ceramica con la ragione sociale Fabbrica L. Banzi attiva fino ai primi anni del Novecento di cui non si ha documentazione certa 

.

### Attività come pittore

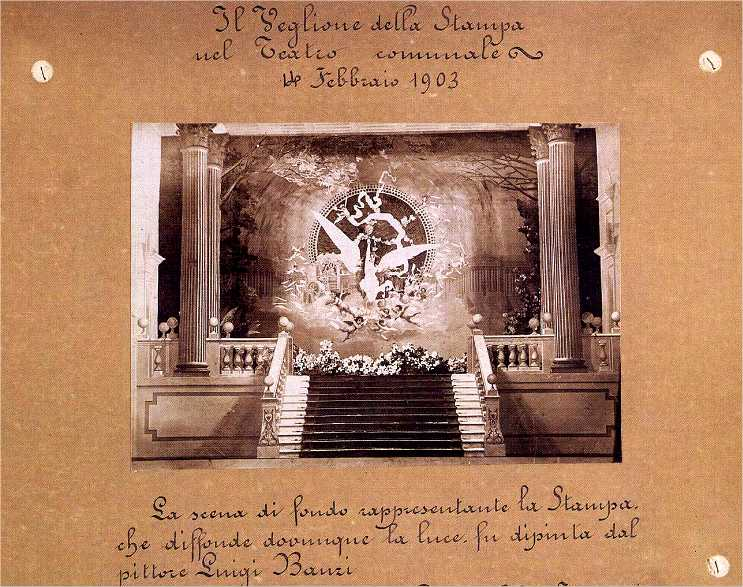
Luigi Banzi - Il veglione della Stampa nel Teatro Comunale di Bologna del 14 febbraio 1903

Espletò la sua attività pittorica in molte ville del bolognese tra cui villa Padoa, sede del Comune di San Pietro in Casale, dove riprodusse nella Sala Consiliare le nove frazioni.. 
Sono di Banzi le decorazioni del porticato della Banca d'Italia in piazza Cavour, angolo via Farini a Bologna. Negli ultimi anni di vita ebbe dal Comune di Bologna l'incarico di scenografo del Teatro Comunale dove il 14 febbraio 1903 dipinge la scena di fondo rappresentante la Stampa che diffonde dovunque la luce. 
Nel 1893 figura tra i soci fondatori dell'Associazione artistica bolognese Francesco Francia
Nell'ambiente artistico bolognese era considerato un eccellente decoratore paesaggista.
Fu suo collaboratore per circa due anni alla fine dell '800 il più giovane pittore bolognese Antonio Mosca che definì strano il carattere del Banzi.
Morì a Bologna, sua città natale, il 11 marzo 1914.